# Huélamo
Huélamo és un municipi de la província de Conca, a la comunitat autònoma de Castella-La Manxa. Està situat al marge esquerre del riu Xúquer.

## Història
El seu nom procedeix de Walmu. En època de dominació àrab, Huélamo va ser un important enclavament assentat sobre un escarpat turó. Conserva algunes ruïnes del castell sobre l'alt d'un monticle i en els vessants es troba l'església i alguns carrers, molt escarpades, unides per escales. Val la pena fer un recorregut fins al cementiri que mostra una bonica panoràmica dels voltants, coberts d'una vegetació en la qual abunda el boix.